# Grönsfurt

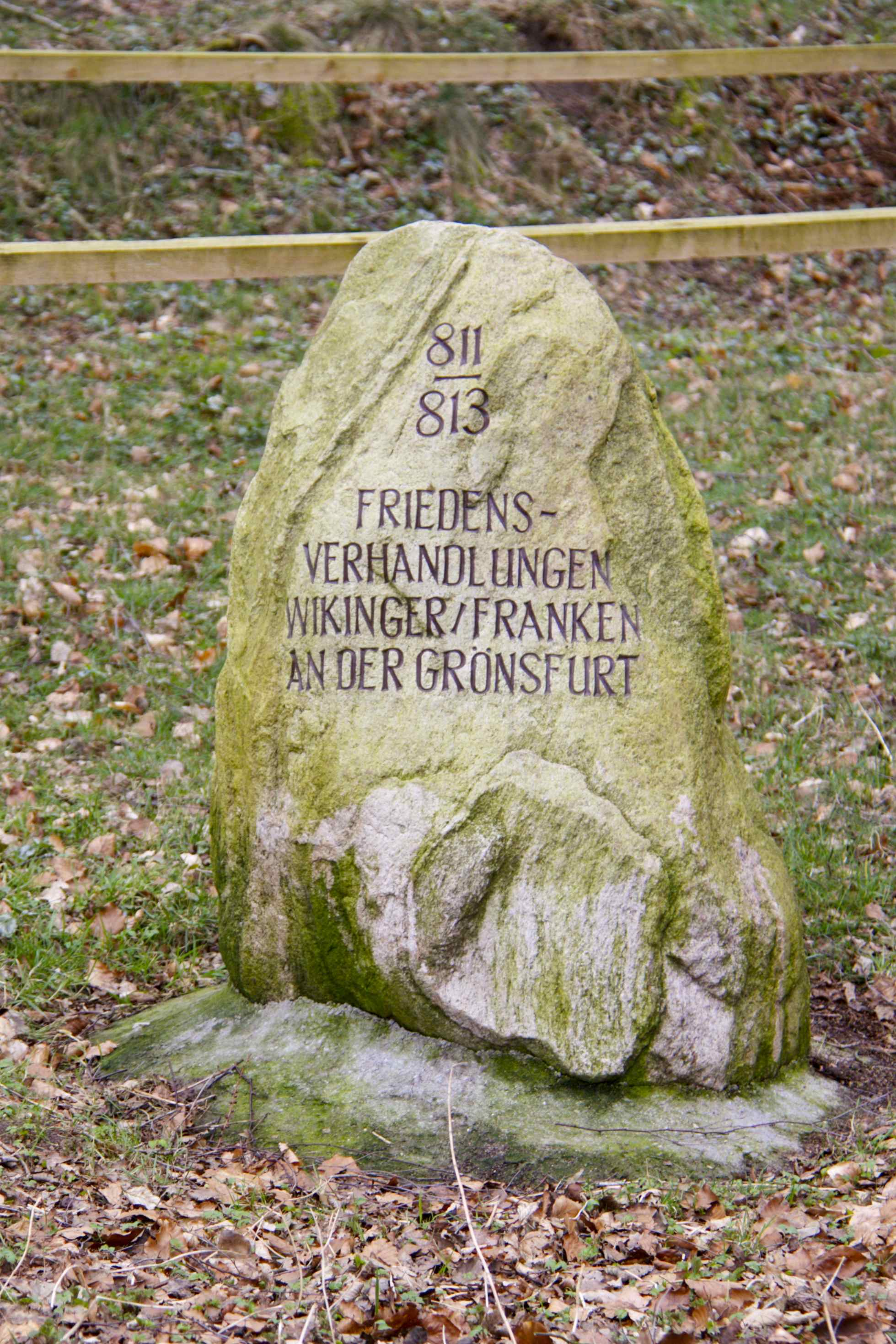
Gedenkstein zur Grönsfurt bei Fockbek

Die Grönsfurt war eine Furt durch die Eider bei Fockbek.
Im Jahre 811 n. Chr. war sie Schauplatz von Friedenseiden zwischen einem frühen dänischen Reich und dem Fränkischen Reich. Die Eider bildete die Grenze zwischen beiden Reichen. Zwischen der Grenze und dem Danewerk im Norden bestand eine Grenzregion. Im weiteren 9. Jahrhundert folgten wiederholte Treffen von Gesandten; bis ins 11. Jahrhundert standen wiederkehrende Konflikte an. Zur Furt gehören archäologische Denkmale und Naturdenkmale. Eine im 12. Jahrhundert erbaute Brücke bei Rendsburg löste die Furt ab und nahm den Nord-Südverkehr weitgehend auf. Für die Ochsendrift ist die Furt im Spätmittelalter und in der Frühen Neuzeit wieder genutzt worden. Ihre Funktion endete endgültig mit dem Bau des Eider-Kanals von 1776–1784 und dem damit verbundenen Durchstich. Zur 1200-Jahr-Feier der Friedenseide im Jahre 2011 war die Grönsfurt wieder in die öffentliche Erinnerung gerufen worden.

## Grenze und Furt

### Frühmittelalterliche Grenzregion zwischen Eider und Schlei
Vermutlich schon vom 5. Jahrhundert an und gesichert seit dem frühen 8. Jahrhundert war die Eider eine Grenze. Im Norden der Region, an der Engstelle der jütländischen Halbinsel erstreckte sich zwischen Schlei und Treene das Danewerk. Das Gebiet zwischen dem linearen Befestigungswerk und der Eider wurde von dem Kieler Historiker Henning Unverhau als „Grenzgürtel“ bezeichnet. Im Erdbuch des Königs Waldemar II. „Sieger“ (1170–1241) sind zwischen Schlei und Eider („inter Slæ et Eydær“) drei große Krongutbezirke aufgeführt, welche die Sonderstellung der Region noch im 13. Jahrhundert nachweisen.

#### Offa und Fifeldor
Im altenglischen Widsith-Gedicht aus dem 7./.9. Jahrhundert markiert Offa, Herrscher der Angeln (weold Ongle), die Grenze zu den Myrgingern bei Fifeldor mit seinem Schwert(Ane sweorde gemærde wið Myrgingum bi Fifeldore; heoldon forð siþþan). Möglicherweise stammt dieser Teil des Gedichts bereits aus dem 6. Jahrhundert. Fifeldor wird als „Tor des Unholds“ gedeutetund steht in derselben Bedeutung wie der Ursprungsname der Eider, Egidora – Schreckenstor. Deshalb wird Fifeldor übereinstimmend mit der Eider gleichgesetzt.

#### 804 n. Chr.: Sliesthorp im dänischen Grenzgebiet (lat.: Confinium)
Für das Jahr 804 n. Chr. berichten die fränkischen Reichsannalen zum ersten Mal über die frühen Dänen: „Im Sommer aber führte er (Karl der Große) sein Heer nach Sachsen und überführte alle Sachsen, die jenseits (nördlich) der Elbe und in Wihmuodi (Gebiet zwischen Weser- und Elbemündung) wohnten, mit Frauen und Kindern in das fränkische Reich und übergab den  Abodriten [als Dank für frühere Waffenhilfe] die transelbischen Gebiete“. Für den späteren Sommer des Jahres 804 war in diesem Zusammenhang ein Treffen zwischen dem dänischen König Godofred und Karl dem Großen anberaumt worden: „Zur selben Zeit ist Godofridus, der König der Dänen (rex danorum) mit seiner Flotte und mit der gesamten Reiterei seines Reiches zu einem Ort gekommen, der Sliesthorp genannt wird, an der Grenze seines Reiches zu Sachsen (in confinio regni sui et saxoniae)“. Zu diesem Treffen kam es aber nicht. In den Reichsannalen ist jedoch der Status charakterisiert, den das Gebiet, in dem Sliesthorp lag, gehabt hat: Es ist ein Confinium, ein Grenzgebiet. Sliesthorp wird üblicherweise mit Hedeby-Haithabu gleichgesetzt. Neuerdings ist plädiert worden, eine 2010–2014 ausgegrabene frühmittelalterliche Siedlung von Füsing auf dem Nordufer der Schlei als Sliesthorp anzusehen.

#### 808 n. Chr.: Eider ist Grenze des dänischen Reiches
Vier Jahre nach dem misslungenen Treffen von 804 n. Chr. griff Godofredus („vesanus rex“ – der verrückte König) die Abodriten an. „Bevor er sich aber zurückzog, zerstörte er den Handelsplatz, der in der Sprache der Dänen Reric genannt wurde und seinem Reich gute Steuern eingebracht hatte. Er überführte die Händler von dort mit seiner Flotte  zu dem Hafen (ad portum), der Sliesthorp genannt wird, und kam mit seinem gesamten Heer dorthin. Dort verweilte er für einige Tage und beschloss, die Grenze seines Reiches (limitem regni sui), welche an Sachsen angrenzt, mit einem Wall zu befestigen (vallo munire), und zwar so, dass ‚die Befestigung des Walles (munimentum valli) vom östlichen Meer, das jene Ostarsalt nennen, bis zum westlichen Meer das gesamte nördliche Ufer des Flusses Eider (fluminis Egidorae) abdeckte‘“. Das munimentum valli ist das Danewerk, das zwischen der Ostsee und den nordseenahen Niederungen der Treene, nicht aber an der Eider errichtet worden war. Godofredus hat es allenfalls instand gesetzt, denn es bestand bereits. In der fränkischen Sicht war jedoch die Eider die tatsächliche Grenze des Reichs der Dänen („limitem regni sui“).

#### 809 n. Chr.: Errichtung einer fränkischen Station an der Stör: Burg Esesfeld
Godofrid wusste, dass sein Angriff auf die Abodriten einen mächtigen Gegner hervorgerufen hatte. Zu Anfang des Jahres 809 teilte er Kaufleuten mit, „er habe gehört, der Kaiser sei erzürnt“ (Godofridus rex Danorum per negotiatores quosdam mandavit, se audisse, quod imperator ei fuisset iratus). „Er wünschte auch, dass es eine Zusammenkunft gäbe von Grafen des Kaisers und von seinen Leuten an den Grenzen seines (des Kaisers) Reiches jenseits (nördlich) der Elbe“ (Petebat etiam, ut conventus comitum imperatoris atque suorum iuxta terminos regni sui trans Albim.)
Verhandlungen in Badenflioth - Beidenfleth an der Stör scheiterten. Karl der Große reagierte strategisch: Einer der Großen des karolingischen Reiches, Graf Ekbert, erhielt den Auftrag, an der Stör die Burg Esesfeld als transalbingische Station zu errichten.

## 811: Friedenseide an der Grönsfurt
Im Jahre 811 trafen sich an der Eider zwölf Stammesführer der Dani und zwölf Comites des Fränkischen Reiches. Es wurde dabei ein Eid auf den Frieden zwischen dem dänischen Frühreich und dem Reich Karls des Großen geleistet. „Der Friede zwischen dem Kaiser und dem König Hemming der Dänen wurde wegen des rauhen Winters, der ein Treffen der beiden Parteien unmöglich machte, zunächst auf die Waffen geschworen (d.i. Waffenstillstand). Erst mit dem Frühling, als die durch den rauhen Frost ungangbaren Wege wieder offen waren, kamen von jeder Seite und von jedem Volk, von den Franken wie den Dänen, zwölf der Großen am dem Fluss Eider an einem Ort zusammen, der ...  (Fehlstelle) genannt wird. Der Frieden wurde (dort) durch Eide gemäß wechselseitiger Gepflogenheit und Sitte geschlossen“.

### Teilnehmer
| fränkische Comites: - Walach comes filius Bernhardi, - Burchardus comes, - Unrocus comes, - Uodo comes, - Meginhardus comes, - Bernhardus comes, - Egbertus comes, - Theotheri comes - Abo comes, - Osdag comes, - Wigman comes - Geisel X | dänische Primores - Hancwin, - Angandeo, - Osfrid Turdimulus, - Warstein, - Suomi, - Urm, - Osfrid Sohn des Helge, - Osfrid von Schonen, - Hebbi, - Aowin - Geisel Hemming |

Walach, „primus inter primores“  und Mitglied der kaiserlichen Familie, der Flottenbefehlhaber Burchardus und Unrocus waren kaisernahe Adlige, die als Zeugen in Karls des Großen Testament genannt sind. Der Sachse Egbertus, Errichter der Burg Esesfeld, war Ehemann der späteren Heiligen Ida, eine Verwandte der kaiserlichen Familie. Auch die anderen Genannten gehörten als primores oder optimates dem Reichsadel an.
Der dänischen Gesandtschaft standen mit Hancwin und Angandeo zwei Söhne des Königs Hemming vor. Hemming war der Nachfolger seines 810 ermordeten Onkels Godofrid. Mit ihrer Benennung als primores erkannte der Annalenschreiber ihre Gleichrangigkeit zu den fränkischen Grafen an. Die dänischen Gesandten waren Angehörige einer Stammesaristokratie, deren Rang auf Stärke beruhte und nicht vererbbar war. Zu ihrem König standen sie in keinem Vasallenverhältnis.

### Grönsfurt bei Fockbek

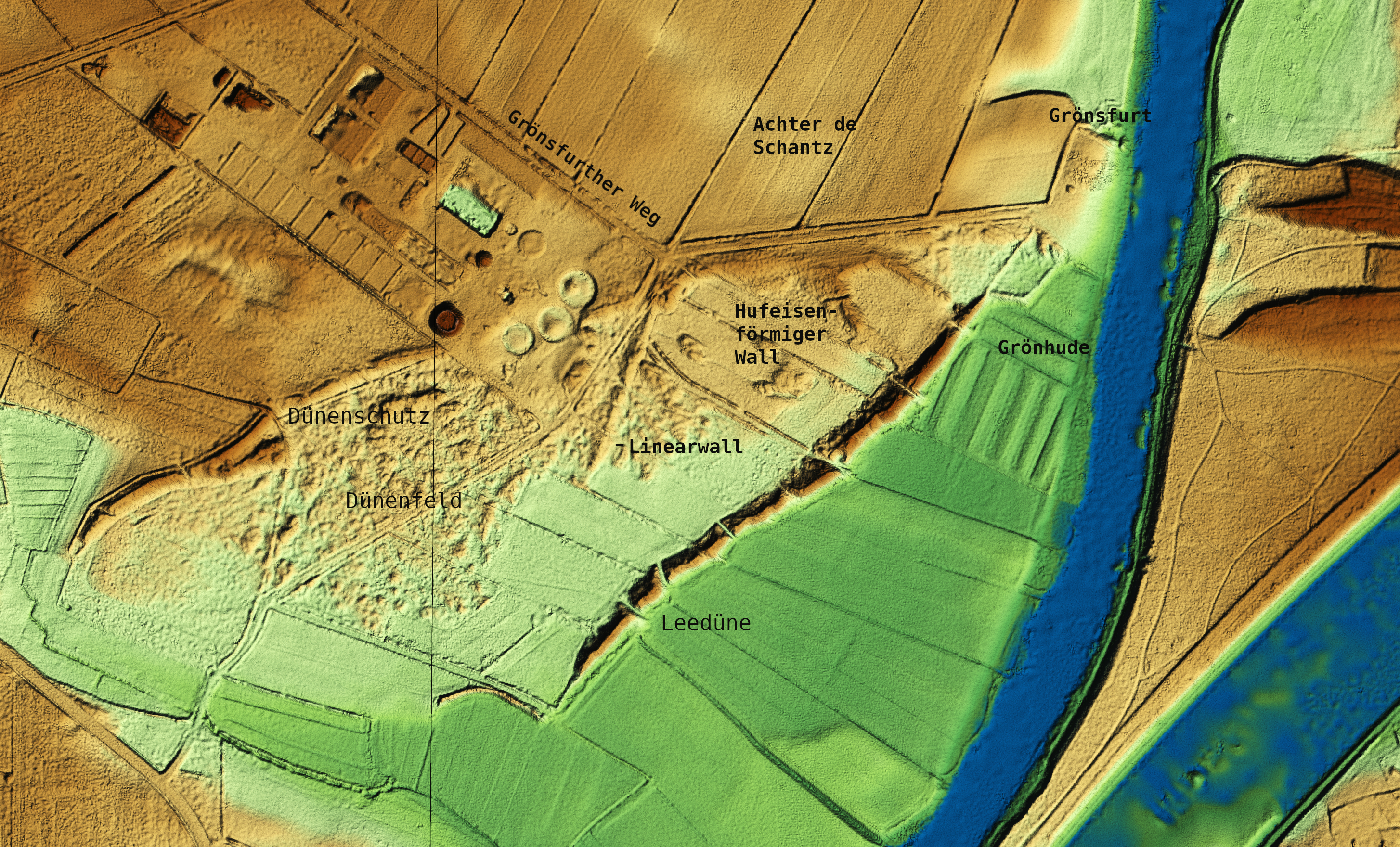
Das Grönsfurt-Gebiet mit seinen Denkmalen in einer Terraindarstellung; östlich (rechts) der Eider der Nord-Ostsee-Kanal, bei dessen Bau das Areal östlich der Eider durch Abraumhalden überformt wurde. Darstellung in 3d-Nature/Visual Nature Studio auf Grundlage des 1 m-Höhenrasters

Die schleswig-holsteinische Archäologin Anke Feiler-Kramer identifizierte im Jahre 2011 den Ort, an dem 1200 Jahre zuvor die Friedenseide geschworen worden waren. Sie verwies auf die naturräumlichen Gegebenheiten, die den Verlauf des jütländischen Nord–Süd – Verkehrweges, des Ochsenweges im Bereich der Eider bestimmten. Die Furten der Obereider (Quelle bis zur Klintstrecke dicht westlich Rendsburg) führten in die nördlich anschließende Jungmoränenlandschaft. Der Ochsenweg nutze aber die flache Geest. In diesem Bereich läge dicht hinter der Klintstrecke, deren steile Ufer einer Querung hinderlich seien, eine geeignete Stelle mit sandigem Flussgrund und flachem Ufer. Hier endet der Grönsfurther Weg, eine erhaltene Strecke des Ochsenweges. Mit diesem Weg ist der Name der Furt bewahrt geblieben. Einen zweiten Hinweis auf eine Furt an dieser Stelle fand Feiler–Kramer in einer Fockbeker Sage. In ihr berichtet ein alter Mann: [Mit meinem Großvater] „...dreeven wi mal de Köh den Weg rop von de Furt an de Eider. Dar harren de Fockbeker vör Tieden en Ladstell...“. Bei der „Ladstell“ handelt es sich um die dicht neben der Furtstelle gelegene Flur Grönhude, welche mit ihrem Hude–Namen an einen ehemaligen Landeplatz oder Hafen erinnert.

#### Archäologische Denkmale an der Grönsfurt
Weitere Hinweise ergaben sich mit zwei archäologischen Denkmalen, welche die Archäologin durch genaue Auswertungen von Höhendaten erkennen konnte: Ein 220 Meter langer, stark erodierter Linearwall setzt mit westlichem Verlauf unmittelbar am Grönsfurther Weg an. Das zweite, bis dahin ebenso unbekannte Denkmal ist ein hufeisenförmiger Wall, der an eine Binnendüne angebaut ist. Auch dieser Wall liegt neben dem Altweg.
Der Linearwall ist um 6 Meter breit und noch bis 1,5 Meter hoch. Er hat ähnlich dem Kurzen Kograben des Danewerks oder den kurzen Wällen des Osterwalles eine Wegesperre gebildet. Der Zeitrahmen dieser Wälle umfasst das 8. bis 10. Jahrhundert. Der hufeisenförmige Wall hat die beträchtlichen Außenmaße von 180 Metern Länge und 100 Metern Breite bei Innenmaßen von 120 zu 70 Metern. Er ist bis 2,5 Meter hoch erhalten, allerdings stark in die Breite erodiert. Untersuchungen an ring- und halbkreisförmigen Burgen haben Datierungen vom 9. bis 12. Jahrhundert ergeben.
Weitaus jünger ist eine Schanze des Dreißigjährigen Krieges von 1627, die sich nur noch als leicht erhöhte Kuppe ausmachen lässt. Östlich des Altweges sollte sie nach Norden hin die Grönsfurt verteidigen lassen. Auf sie verweist der Flurname „Achter de Schantz“. Das schwedische Heer unter Carl Gustaf Wrangel lagerte im Winter 1643–44 auf der Ostseite der Grönsfurt.

#### Naturdenkmale
Die Grönsfurter Binnendünen bestehen aus einer langstreckten Binnendüne, einem nördlich der Düne entstandenen Feld kleinerer und unregelmäßig ausgebildeter Dünen sowie einem von Menschen angelegten Dünenschutzwall, der ein weiteres Aussanden der Dünen in Richtung der nördlich angrenzenden Ackerflächen verhindern sollte.
Die 580 Meter lange, im Mittel 30 Meter breite Binnendüne steht auf der Übergangskante zwischen der Eiderniederung und der Geest. Zur Eider hin liegt der Dünenfuß auf um 1,5 m NN während der rückwärtige Fuß der Düne auf 2,5 m NN steht. Sie gehört so zur Gruppe der Leedünen, die sich im Strömungsschatten eines Hindernisses aufbauen, wo eine niedrigere Windgeschwindigkeit die Ablagerung der Sandteilchen begünstigt.
Im Bereich des hufeisenförmigen Walls ist die Leedüne beidseitig bearbeitet worden; sie erreicht hier auch mit 5 Metern (über der Niederung) die höchste Höhe. Südwestlich dieses Abschnitts ist die Düne zwischen 3,5 und 4 Meter hoch. Nach dem Flensburger Geographen Manfred J. Müller kommen Binnendünen auf den Sandern, den Altmoränen und in Talniederungen vor, nicht jedoch auf der Jungmoräne des östlichen Hügellandes. Er datierte ihre Entstehung in die ausgehende Eiszeit mit dem Schwerpunkt der Jüngeren Dryaszeit. Der schleswig-holsteinische Archäologe Ingo Clausen hat in einem Binnendünenfeld an der Sorge eine Reihe von Stationen spät-paläolithischer Jäger erkennen und ausgraben können. Die Flugsände der Binnendünen lagen über den jägerischen Stationen, die in der Alleröd-Warmphase (11.400-10.750 v. Chr.) bestanden haben; die Sände waren nach dieser Warmphase in der folgenden Jüngeren Dryaszeit (10.750
- 9.600 v. Chr.) angeweht worden, einer abrupt innerhalb von kaum mehr als zehn Jahren eingetretenen Kaltzeit.

## Nachfolgende Ereignisse
- 813: Friedensverhandlungen am Grenzgebiet der Normannen („ad confinia nordmannorum“). Nach dem Tod König Hemmings standen sch zwei Parteien gegenüber: Die des Hemming mit Anulo, einem Neffen des Godofred-Vorgängers Harald I und die Godofred-Partei mit Sigifred, einem Godofred-Neffen. Beide Prätendenten fielen im Kampf, vermutlich auch die Hemming-Brüder Hancwin und Angandeo. Die Anulo-Brüder Harald und Reginfrid schickten als neue Könige noch im selben Jahr eine Botschaft an den Kaiser und fragten nach Frieden.[39] Die neuen Könige Harald und Reginfrid hielten den gerade zwei Jahre alten Friedensschluss nicht mehr für gültig. Karl der Große schickte daraufhin sechzehn fränkische und sächsische Magnaten „über den Fluss Elbe zu den Grenzgebieten der Normannen, die dem Wunsch der Könige gemäß Frieden schließen und den Bruder zurückgeben sollten. An dem zugewiesenen Ort kamen in gleicher Zahl dänische Chiefs zusammen und so ist dann der Bruder der Könige (die Geisel von 811), nachdem mit beiderseitigen Schwüren der Friede geschlossen war, zu ihnen zurückgekehrt“.[40]

- 815: Mitte Mai 815 „gelangten dann unter dem Befehl des kaiserlichen Heerführers Baldricus alle sächischen Grafen und alle Truppen der Abodriten über den Fluss Eider in das Land der Normannen namens Sinlendi, um dem Harald Unterstützung zu geben. Und von da weitermarschiert bauten sie am siebten Tag endlich an einem Ort namens ... ein Lager. Dort sind sie drei Tage gewesen und dann zum Kaiser nach Sachsen zurückgekehrt, nachdem sie die benachbarten Gegenden verwüstet und sechzig Geiseln genommen hatten.“[41]

- 817–827: Die Reichsannalen schildern in den folgenden Jahren weitere Streitigkeiten zwischen den rivalisierenden dänischen Parteien. In einem Bündnis mit den Abodriten erfolgte im Jahre 817 ein Angriff gegen die fränkische Burg Esesfeld; Anführer der Dänen war der Grenzjarl Gluomi („custos nordmannici limitis“). Im Jahre 826 sind dänische Gesandte eerneut des Friedens wegen in der Ingelheimer Kaiserpfalz.[42]

- 828: Kampf an der Grönsfurt Im Jahre 828 sollte für den ins fränkische Reich geflüchteten König Harald die Rückkehr verhandelt werden. Die Reichsannalen schildern einen Kampf an der Grönsfurt: „In den Grenzgebieten der Normannen standen die Verhandlungen an sowohl über das Bündnis zwischen ihnen und den Franken als auch über die Angelegenheiten des Harald, und hierfür kamen fast alle sächsischen Grafen zugleich mit den Markionen (Grenzgrafen) dort zusammen. Währenddessen brach der allzu tatendurstige Harald den geschlossenen und durch Geiseln bekräftigten Frieden, indem er einige Dörfer der Normannen anzündete und plünderte. Als die Söhne des Godofred davon hörten, zogen sie rasch Truppen zusammen, kamen zur Grenzmark, wo die Unsrigen nichtsahnend am Ufer des Flusses Eider saßen, warfen sie nach dem Flussübergang aus dem Lager, raubten die in die Flucht Geschlagenen vollständig aus und zogen sich dann mit allen Truppen in ihr eigenes Lager zurück. Darauf beratschlagten sie, und, um einer Vergeltung der Tat zuvorzukommen, schickten sie eine Gesandtschaft zum Kaiser und führten aus, was siewiderwillig und gezwungenermaßen so getan hätten. Sie seien aber dennoch zur Genugtuung bereit, und essei des Kaisers Entscheidung, wie eine Wiedergutmachung sein könne, auf dass am Ende unter den Parteien ein sicherer Friede bleibe“.[43]

- 873: „ad fluvium Egidoram“: Gesandte des Dänenkönigs Sigifrid suchten um einen dauerhaften Frieden nach, der für die Händler beider Reiche notwendig sei. Es wurde vereinbart, dass der ostfränkische König Ludwig II. „seine Gesandten zum Fluss namens Eider (‚ad fluvium Egidoram‘), der jene und die Sachsen trennt, schicken solle“.[44]

- 1025/1035. Konrad II. bestätigt die Eidergrenze: Im Jahre 934 passierte Heinrich I. auf dem Weg nach Haithabu und in das nördliche Jütland die Grönsfurt. 40 Jahre später überquerte Otto II. die Furt zur Eroberung von Haithabu und Danewerk. Im Jahre 974 entstand in der Folge eine Mark Schleswig, die der dänische König Sven Gabelbart mit der Eroberung von Haithabu im Jahre 983 faktisch wieder auflöste.[45] Knut der Große schließlich, Herrscher über England, Norwegen und Dänemark, beendete den nunmehr zweihundert Jahre währenden Spannungszustand. Er pilgerte nach Rom, nahm an der Kaiserkrönung des ersten salischen Kaisers Konrad II. teil, und vermählte seine Tochter Gunhild mit Konrads Sohn Heinrich III.[46] Der salische Kaiser trat im Rahmen dieser Versöhnung die Schleswiger Mark staatsrechtlich ab und bestätigte damit die Eidergrenze.

## Ende der Grönsfurt

### Gründung Rendsburgs
Der spätere deutsche Kaiser Lothar III. von Supplinburg belehnte von 1111 an das Schauenburger Grafenhaus mit Holstein und Stormarn. Im Zuge dieser Entwicklung wurde um 1150 auf der Eiderinsel eine erste Burg errichtet, die im Jahre 1200 als Reinoldsburg benannt ist. Bereits um 1150 bestand für die Reinoldsburg eine Brücke über die Eider. Im Gefecht bei Sculleby – Schülp vom Jahre 1149 spielte eine Brücke über die Eider eine Rolle, die der Schauenburger Adolf II abbrechen ließ. Die Brücken der Stadt auf der Eiderinsel nahmen der alten Furt die Funktion. Von nun an wurde die Grönsfurt nur noch von den Ochsendriften genutzt.
Burg und Stadt gehörten zum Herzogtum Holstein. Die Eidergrenze blieb als Grenze zwischen den Herzogtümern Schleswig und Holstein bestehen.

### Bau des Eider-Kanals
Im Jahre 1776 war der Verlauf des Kanals festgelegt worden. Im selben Jahr erging der königliche Befehl, die Untiefen in der Eider unterhalb von Rendsburg zu beseitigen. Zwischen Rendsburg und Klint nahmen 1777 eine große und drei kleine handbetriebene Löffelbagger („Moddermaschinen“) die Arbeit auf. 1780 und 1782 folgten Durchstiche bei Westerrönnfeld, welche den Flusslauf begradigten. Mit der nun erreichten Flusstiefe von knapp vier Metern war die Eiderfurt bei Fockbek beseitigt.

## Gedenkstein
2013 wurde in der Nähe der Furt ein Gedenkstein aufgestellt, der an die Grönsfurt erinnert.